# 孙太利
孙太利（1956年—），汉族，中华人民共和国政治人物、第十一届全国政协委员。
加入中国民主建国会，担任天津市庆达投资集团有限公司董事长。2008年，当选第十一届全国政协委员，代表中国民主建国会，分入第八组。2018年1月，当选第十三届全国政协委员。